# 삼륭물산
삼륭물산(영어: Samryoong Co., Ltd.)은 대한민국의 카톤팩 선도 기업이다.
해태유업 전무를 지낸 조락교 회장이 1980년 창업하였다

사업다각화를 위해 무균밥 용기와 커피음료 컵 등의 플라스틱 용기 및
의료용 수액 필름을 제조하고 있는 용기 제조기업 에스알테크노팩을 인수하였다

## 역사
1992년 코스닥 시장에 상장하였다 2018년 공장화재로 인해 영업정지가 있었다 경기도 파주시의 회사 소유의 물류 창고가 완전히 전소되어 인근 주민들을 두려움에 떨었다.

## 같이 보기
- 대림제지
- 신대양제지
- 한국팩키지
- 조락교경제학상
- 삼영화학

## 참고 문헌
1. ↑  김서아, 한국팩키지 삼륭물산, 탈플라스틱정책 확대에 힘입어 사업 기회 커져, 비지니스포스트, 2021-08-10
2. ↑  조홍로, 인수합병 통해 삼륭물산 '종합용기회사'로 바꿔, 비지니스포스트, 2016-09-29
3. ↑  삼륭물산, 조락교 회장 별세 최대주주 변경 예고, 블로터, 2024-08-16
4. ↑  김진현, 삼륭물산, 11억 규모 자사주 취득 결정에 '급등', 이코노빌, 2024-04-25
5. ↑  이수희, 한국IR협의회 기업리서치센터 기술분석보고서-삼륭물산, 2023-11-09
6. ↑  한국IR협의회 기업리서치센터 기술분석보고서-삼륭물산 2021.1.14
7. ↑  한국IR협의회 기술분석보고서-삼륭물산, 2018-7-5[깨진 링크(과거 내용 찾기)]
8. ↑  박병욱, 파주 삼륭물산 화재, 하늘까지 치솟은 불…진화 어려웠나 "물류 창고에 가연성 물질 多", 디트뉴스24, 2018-08-01